# 西平敦郎
西平 敦郎（にしひら あつお、1972年 - ）は、日本のテレビドラマ・映画プロデューサー。東京都出身。東映所属（1997年入社）。

## プロフィール
大学卒業後に東映に入社、東映特撮作品のプロデュースに従事し、ドラマ『相棒』でプロデューサーに就任。ヒット作品に導いている。

## 作品
△　プロデューサー補
○　プロデューサー
◎　チーフプロデューサー
★　共同プロデュース

### テレビドラマ

#### プロデューサー作品
- 救急戦隊ゴーゴーファイブ△
- 未来戦隊タイムレンジャー△
- 土曜ワイド劇場 相棒2～警視庁ふたりだけの特命係～△
- はみだし刑事情熱系PART6△
- 相棒Season1〜23
- 金曜エンタテイメント 新選組殺人事件・京都百人一首殺人事件○
- 土曜ワイド劇場 法律事務所○

### 映画
- 相棒 -劇場版- 絶体絶命! 42.195km 東京ビッグシティマラソン○
- 鑑識・米沢の事件簿○
- 相棒 -劇場版IV- 首都クライシス 人質は50万人! 特命係 最後の決断○

### Vシネマ
- 救急戦隊ゴーゴーファイブVSギンガマン△
- 未来戦隊タイムレンジャーVSゴーゴーファイブ△